# Bilsyn
 Der er for få eller ingen kildehenvisninger i denne artikel, hvilket er et problem. Du kan hjælpe ved at angive troværdige kilder til de påstande, som fremføres i artiklen.

 Denne artikel omhandler overvejende eller alene danske forhold. Hjælp gerne med at gøre artiklen mere almen.
Et bilsyn er et lovpligtigt eftersyn af motorkøretøjer.

## Bilsyn i Danmark
Alle registrerede køretøjer i Danmark skal være typegodkendt eller være godkendt ved et bilsyn af en godkendt synsvirksomhed. 
Vare- og lastbiler, personkøretøjer, udrykningskøretøjer og busser m.v. indkaldes til periodisk syn, således at disse køretøjer løbende underkastes bilsyn med fastsatte intervaller. De nærmere regler om indkaldelse og synsperiode fastsættes af Færdselsstyrelsen. For personbiler gælder, at de skal synes første gang fire år efter første registreringsdato og derefter hvert andet år.
Et syn tager ca. 20 minutter, hvor en synsassistent, der skal være uddannet mekaniker, gennemgår køretøjets vigtigste dele som f.eks,kontrol af id, lys, styretøj og bremser samt tæring i køretøjet. Desuden måles det, om køretøjet overholder de fastsatte miljø grænseværdier. 
Ved fremstilling til syn af køretøjer i Danmark (Eu), er der groft set følgende muligheder:
1. Køretøjet er godkendt, når der ikke er konstateret fejl eller mangler.
2. Køretøjet er betinget godkendt, når der er kontateret fejl uden at der er tilstrækkelig anledning til at stille krav om omsyn, og det overlades til fremstilleren selv at få konstaterede fejl og mangler udbedret.
3. Køretøjet kan godkendes efter omsyn, når der er konstateret fejl ved styreapparat, bremser eller bærende elementer og når fejlen skønnes at indebære en færdselssikkerhedsmæssig risiko, når fejl der er anført på synsrapporten fra det foregående syn ikke er afhjulpet.
4. Køretøjet er ikke godkendt, når synsrapporten ikke er udtømmende, når der gives tilladelse til genfremstilling, og når nødvendig dokumentation er eneste tilbageværende mangel før godkendelse kan anføres. (Synsbekendtgørelsens § 36).
5. Genfremstilling, der er gratis. Et køretøj der skal (om)synes skal være i sådan stand, herunder rengjort at synet kan gennemføres uden vanskelighed, et påhængskøretøj skal altid fremstilles tilkoblet et egnet trækkende køretøj, selv om det kun er påhængskøretøjet der skal synes (synsbekendtgørelsens § 35). Nummerplader kan kun inddrages af en politi myndighed.

Trafikstyrelsen fastsætter bestemmelser vedrørende syn og foretager desuden løbende kontrol af synsvirksomhederne.
Indtil 2004 var Statens Bilinspektion eneste synsvirksomhed i Danmark, hvorefter markedet blev givet frit og Statens Bilinspektion solgt til spanske Applus+. I den forbindelse blev den maksimale pris på et syn af en personbil sat til 400 kr. Den øvre grænse blev ophævet i 2007.
Der var i 4. kvartal 2007 122 virksomheder, der udførte bilsyn i Danmark. De fleste er små enkeltmandsvirksomheder. Markedet domineres af  Dekra og Applus+ Bilsyn. Herudover har FDM også en række synshaller

## Synsintervaller
- Almindelige person- og varebiler synes første gang 4 år efter datoen for første indregistrering og derefter hvert 2. år. Dette har været obligatorisk siden 1. januar 1998.[1]
- Busser til over 9 personer inkl. føreren samt lastbiler med tilladt totalvægt på over 3.500 kg synes hvert år uanset alder. Det samme gælder personbiler, som anvendes til taxikørsel, sygetransport mv.

## Vejledning om syn af køretøjer
Trafikstyrelsen har en vejledning Arkiveret 2. juli 2014 hos  Wayback Machine i hvordan køretøjer skal synes.

## Bilsyn i udlandet

### Holland
- I Holland er "Algemene Periodieke Keuring (APK) obligatorisk med alle biler som er ældre end tre år.

### Sverige
- I Sverige hedder det besiktning. Besiktning har været obligatorisk siden 1965.

### Norge
- I Norge er Periodisk kjøretøykontroll (PKK), også kendt som "EU-kontroll" obligatorisk, og foretages af Norges Automobil-Forbund (NAF), FDM's norske søsterorganisation eller værksteder som Statens vegvesen har godkendt. Man kan, på trods af navnet, ikke få foretaget bilsynet i et EU-land. Biler skal, som i Danmark til bilsyn efter fire år, for derefter at synes hvert andet år.

### USA
- I USA bestemmer delstaterne over hvordan bilerne skal undersøges.